# Ruelliopsis
Ruelliopsis, monotipični biljni rod iz porodice primogovki smješten u tribus Ruellieae, dio potporodice Acanthoideae. Jedina vrsta je  R. setosa iz južne tropske i južne Afrike (Južna Afrika; Bocvana; Namibija; Zimbabve). Opisan je u Fl. Trop. Afr. 5: 59, 1899.

## Etimologija
Ime vrste setosa znači čekinjasto-dlakavi ili setozni.

## Opis
To su mali grmovi; stabljike leže i ukorijenjuju se u čvorovima. Cvatovi pazušnih dihazijalnih cima ili cvjetovi pojedinačni. Čaška ± aktinomorfna; režnjeva 5, linearni, čekinjasto-dlakavi. Vjenčić ± aktinomorfan; režnjeva 5, obrnuto jajastih. Plodnih prašnika 4, dvostrukih; prašnici 2-tekusni. Ovarij s 1-4 ovula po lokulusu. Disk prstenasti. Cilindrična kapsula. Sjeme s higroskopnim dlačicama po cijeloj površini. Cvjeta od siječnja do travnja.

## Stanište
Na crnim, glinastim tlima, termitnjacima ili u dubokom pijesku na otvorenim travnjacima, na visinama od 850 - 1400 m. nadmorske visine.

## Sinonimi
- Calophanes setosus Nees; Prodr. [A. DC.] 11: 112 (1847)
- Dyschoriste fleckii Schinz; Vierteljahrsschr. Nat. Ges. Zürich 60: 420 (1915)
- Dyschoriste setosa (Nees) Kuntze; Revis. Gen. Pl. 2: 486 (1891)
- Ruelliopsis damarensis S.Moore; J. Bot. 45: 226 (1907)

- R. setosa
- R. setosa
- R. setosa